# Україна на зимових Олімпійських іграх 2026
Україна буде брати участь у зимовій Олімпіаді 2026 в Мілані та Кортіна-д'Ампеццо (Італія) з 6 по 22 лютого 2026 року.

## Учасники
За видом спорту
| Спорт               | Чоловіки | Жінки | Разом |
| ------------------- | -------- | ----- | ----- |
| Біатлон             | 5        | 5     | 10    |
| Гірськолижний спорт | 1        | 1     | 2     |
| Лижні перегони      | 2        | 3     | 5     |
| Разом               | 8        | 9     | 17    |